# روی اولیور دیزنی

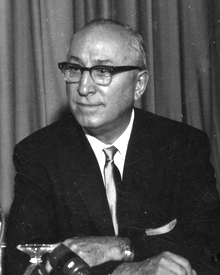
روی اولیور دیزنی

روی اولیور دیزنی (متولد: ۲۴ ژوئن ۱۸۹۳ - مرگ: ۲۰ دسامبر ۱۹۷۱) تاجر آمریکایی و یکی از موسسان شرکت والت دیزنی است. وی به همراه برادر کوچک‌ترش، والت این شرکت را پایه‌گذاری نمود.